# روبرتو كامبوس نيتو
روبرتو كامبوس نيتو (بالبرتغالية: Roberto Campos Neto‏) هو اقتصادي برازيلي، ولد في 28 يونيو 1969.